# Escape (álbum de Journey)
Escape é o sétimo álbum de estúdio da banda americana Journey, lançado em 1981. Está na lista dos 200 álbuns definitivos no Rock and Roll Hall of Fame.

## Faixas
Todas as faixas compostas por Jonathan Cain, Steve Perry e Neal Schon, exceto as indicadas.
| N.º | Título                                                                                              | Duração |  |
| 1.  | "Don't Stop Believin'"                                                                              | 4:11    |  |
| 2.  | "Stone in Love"                                                                                     | 4:26    |  |
| 3.  | "Who's Crying Now" (Cain, Perry)                                                                    | 5:01    |  |
| 4.  | "Keep on Runnin'"                                                                                   | 3:40    |  |
| 5.  | "Still They Ride"                                                                                   | 3:50    |  |
| 6.  | "Escape"                                                                                            | 5:17    |  |
| 7.  | "Lay It Down"                                                                                       | 4:13    |  |
| 8.  | "Dead or Alive"                                                                                     | 3:21    |  |
| 9.  | "Mother, Father" (Matt Schon, N. Schon, Perry, Cain)                                                | 5:29    |  |
| 10. | "Open Arms" (Cain, Perry)                                                                           | 3:23    |  |
| 11. | "La Raza del Sol" (Cain, Perry) (faixa bônus no relançamento de 2006) (b-side de "Still They Ride") | 3:26    |  |
| 12. | "Don't Stop Believing" (faixa bônus no relançamento de 2006) (ao vivo em Houston)                   | 4:19    |  |
| 13. | "Who's Crying Now" (Cain, Perry) faixa bônus no relançamento de 2006) (ao vivo em Houston)          | 5:44    |  |
| 14. | "Open Arms" (Cain, Perry) faixa bônus no relançamento de 2006) (ao vivo em Houston)                 | 3:23    |  |

## Pessoal
- Steve Perry - Vocais Principais
- Neal Schon - Guitarra, Vocais
- Ross Valory - Baixo, Vocais
- Steve Smith - Bateria, Percussão
- Jonathan Cain - Teclados, Piano, Guitarra, Vocais

## Pessoal Adicional
- Wally Buck - Engenheiro, Assistente de Engenheiro
- Jon-Erik Birchenough - Empresário
- Bob Ludwig - Masterização, Remasterização
- Jim Welch - Fotografia, Desenho do Álbum, Desenho da Capa, Concepção Visual
- Brian Lee - Remasterização
- Stanley Mouse - Ilustrações